# Булыгино (Рязанская область)
Булыгино — село в Рыбновском районе Рязанской области России, входит в состав Алешинского сельского поселения.

## География
Село расположено в 8 км на запад от центра поселения села Алешня, в 22 км на юго-запад от райцентра города Рыбное.

## История
Покровская церковь в селе упоминается в окладных книгах 1676 года, где в приходе было 7 дворов боярских, 16 дворов сторожей засечных и 31 двор крестьянский. В 1761 году помещицей Анной Андреевной Друцкой в селе была построена каменная Покровская церковь с приделами Воскресения и иконы Корсунской Божьей Матери.
В XIX — начале XX века село входило в состав Булыгинской волости Зарайского уезда Рязанской губернии. В 1905 году в селе было 57 дворов.
С 1929 года село являлось центром Булыгинского сельсовета Рыбновского района Рязанского округа Московской области, с 1937 года — в составе Алешинского сельсовета Рязанской области, с 2015 года — в составе  Алешинского сельского поселения.

## Население
| 1859 | 1906 | 2010 |
| ---- | ---- | ---- |
| 255  | ↗468 | ↘5   |